# Busto de Molla Panah Vaguif
El Busto de Molla Panah Vaguif (en azerí: Molla Pənah Vaqifin büstü) es un monumento en honor al poeta y diplomático de Azerbaiyán del siglo XVIII.

## Historia
El busto de Molla Panah Vaguif fue realizado en bronce en 1957 por la escultora Hayat Abdullayeva. El busto fue colocado en 1958 en la llanura de Jidir Duzu. En 1976 el monumento fue traslado más cerca de la casa del poeta en la ciudad de Shusha. Después de la ocupación de la ciudad de Shusha en 1992 por las fuerzas armenias el busto fue destruido.
En 2020 después de la liberación de la ciudad, el busto del poeta fue restaurado basándose en el diseño original de su autora por orden del Presidente Ilham Aliyev. El busto, hecho de bronce, fue devuelto a su lugar original e instalado cerca de la casa de Molla Panah Vaguif en Shusha con el apoyo de la Fundación Heydar Aliyev.
El 29 de agosto de 2021 el busto de Molla Panah Vaguif se inauguró en la ciudad de Shusha.

## Fotos

Antes de 1976
Antes de 1976
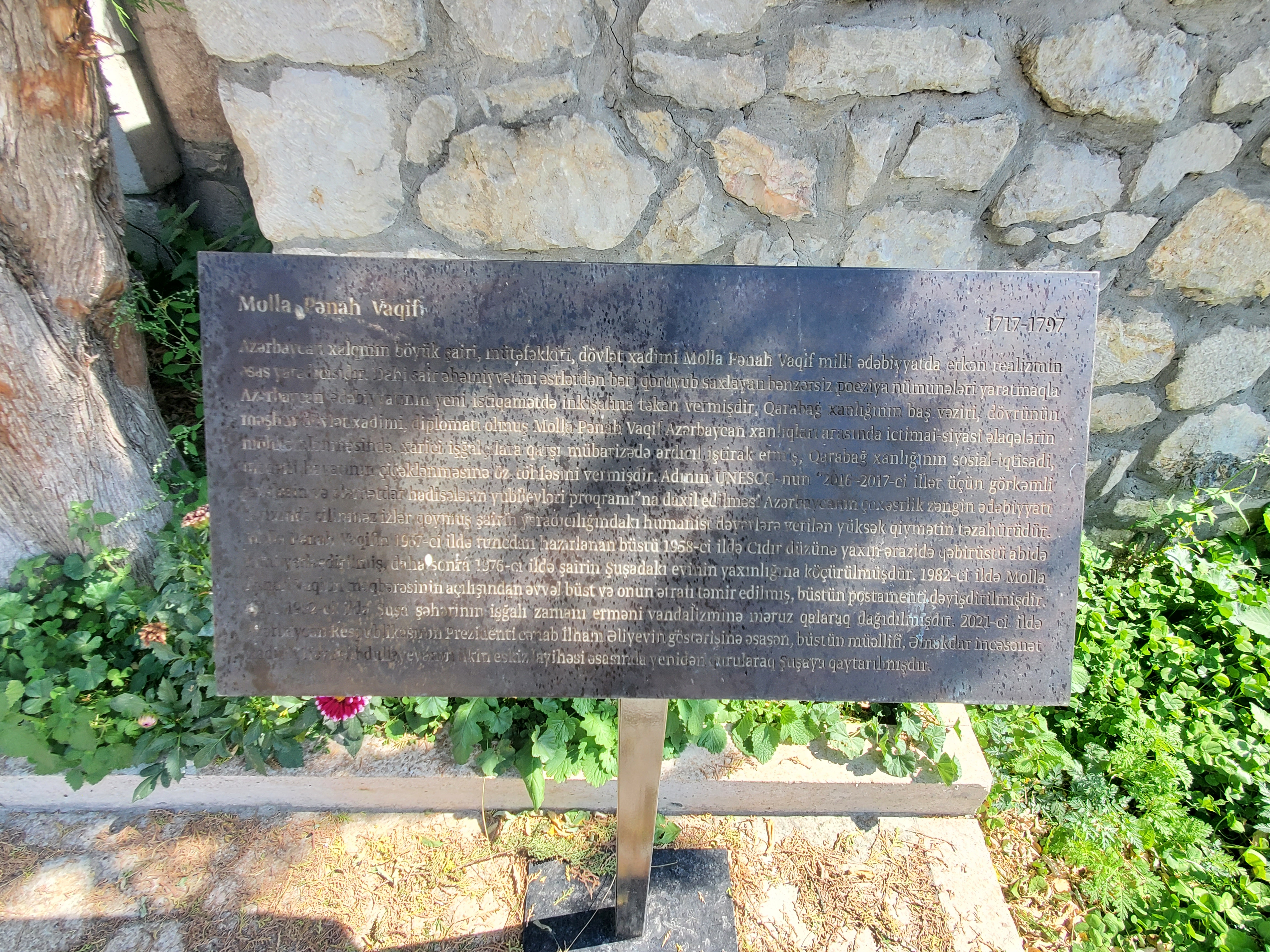
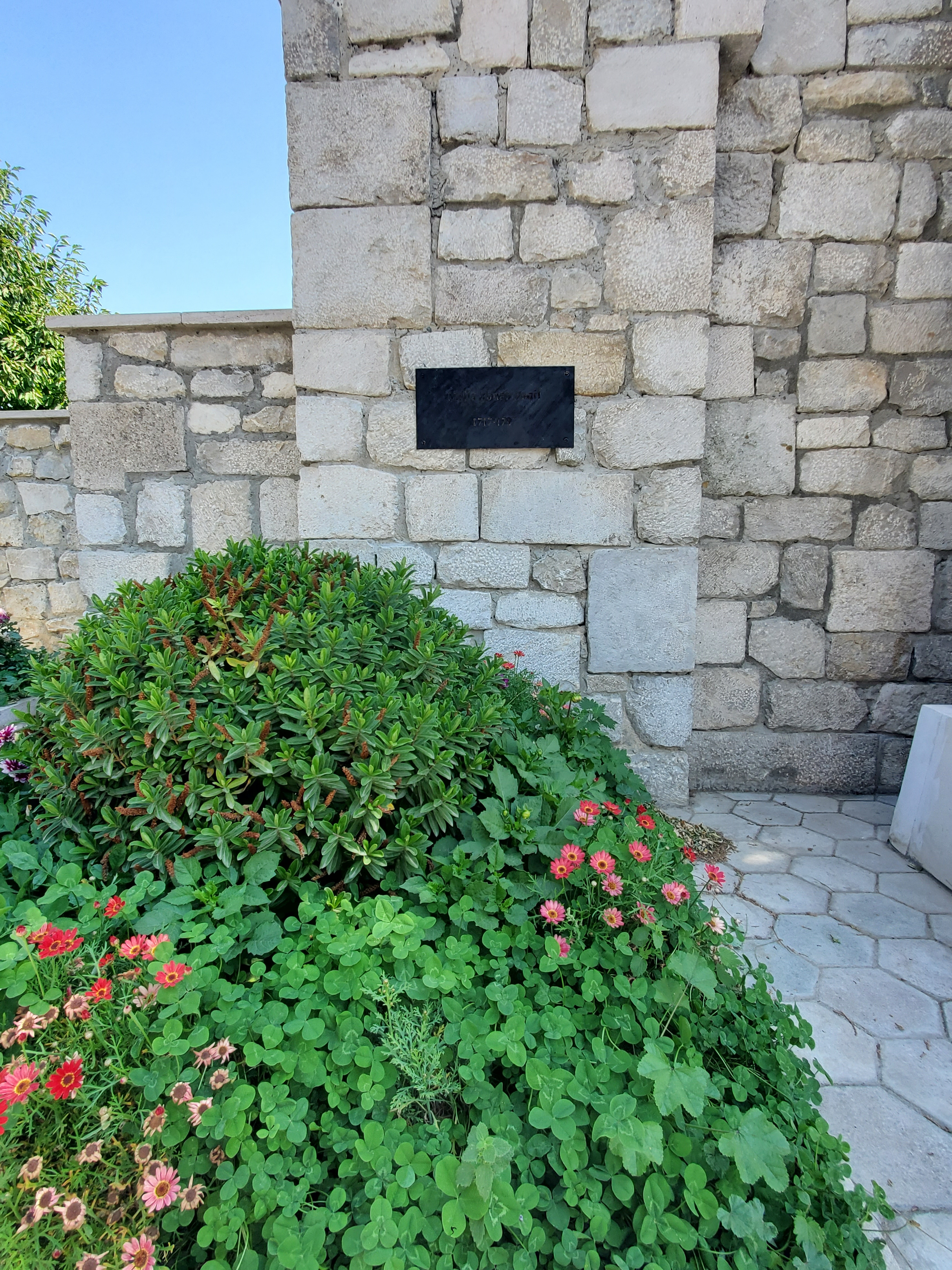